# Charlotte Augusta von Wales

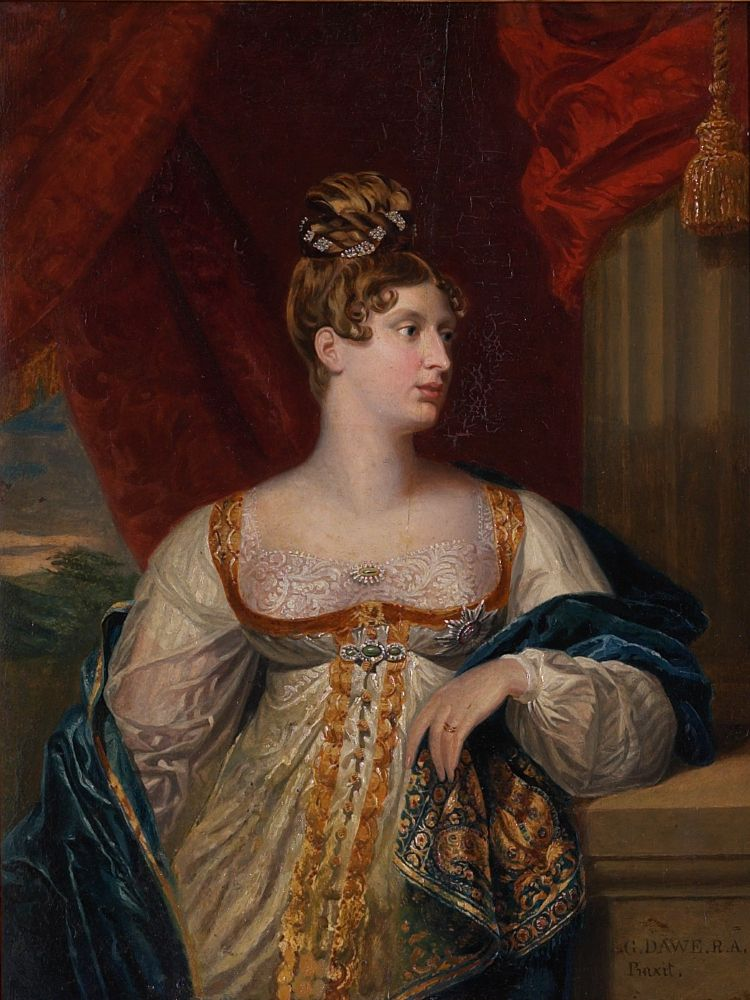
Prinzessin Charlotte Augusta

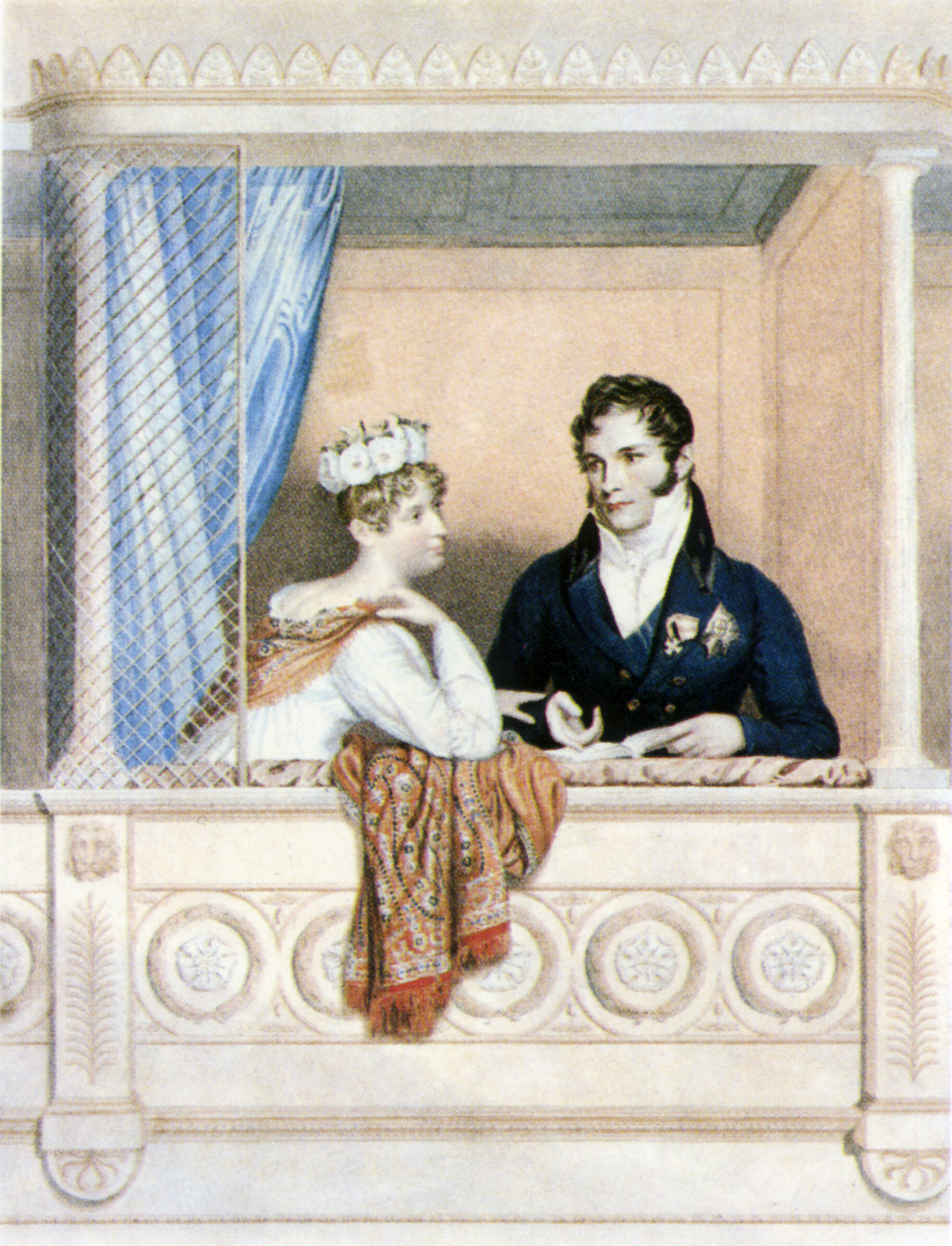
Charlotte Augusta mit Prinz Leopold

Charlotte Augusta von Wales (* 7. Januar 1796 in Carlton House, London; † 6. November 1817 in Claremont House, Surrey) war eine britische Prinzessin aus dem Haus Hannover.

## Leben
HRH Princess Charlotte Augusta of Wales wurde am 7. Januar 1796 als einziges Kind des britischen und hannoverschen Kronprinzen Georg, Fürst von Wales, und dessen Ehefrau Caroline von Braunschweig-Wolfenbüttel in London geboren. Wegen der Trennung ihrer Eltern lebte sie unter Aufsicht einer Gouvernante im Chesterfield House, während ihre Mutter im nahegelegenen Montague House im Londoner Vorort Blackheath wohnte und sie regelmäßig sehen und mit ihr spielen konnte. Bis zu ihrem Tod stand sie hinter ihrem Vater an zweiter Stelle der Thronfolge.
1813 war sie zunächst Wilhelm von Nassau-Oranien versprochen, löste diese Verlobung aber ein Jahr später.
Im Gefolge des Zaren Alexander I. von Russland hielt sich Prinz Leopold von Sachsen-Coburg, der spätere König der Belgier, im Sommer 1814 in London auf und lernte Charlotte Augusta kennen. Im Januar 1816 verlobten sie sich und am 2. Mai 1816 fand in Carlton House die Hochzeit statt. Zeitzeugen beurteilten die Ehe als sehr glücklich.
Am 5. November 1817 erlitt Charlotte eine Totgeburt, sie starb einen Tag später. Damit war die Frage der britischen und hannoverschen Thronfolge wieder völlig offen und die jüngeren Brüder ihres Vaters begannen, Ehefrauen zu suchen.
Prinzessin Charlotte wurde in der königlichen Gruft der St George’s Chapel von Windsor Castle beigesetzt.